# Katongan
Katongan is een bestuurslaag in het regentschap Gunung Kidul van de provincie Jogjakarta, Indonesië. Katongan telt 4496 inwoners (volkstelling 2010).